# 214e brigade de chars
« 214e régiment de chars et d'automoteurs lourds » redirige ici. Pour les unités homonymes, voir 214e brigade et 214e régiment.
La 214e brigade de chars (en russe : 214-я танковая бригада), est une unité blindée de l'Armée rouge pendant la Seconde Guerre mondiale. Stationnée sur l'île de Sakhaline, elle participe en août 1945 à l'invasion soviétique du sud de l'île. Transformée en régiment après-guerre, l'unité est dissoute en 1956.

## Histoire

### Formation
La 214e brigade de chars est formée par ordre du 27 août 1942 au sein du front d'Extrême-Orient. Elle est formée sur l'île de Sakhaline dont la partie nord est tenue par les Soviétiques. Subordonnée directement au front, elle est rattachée à la 16e armée soviétique à partir de juillet 1943.

### Guerre contre le Japon
À partir du 11 août 1945, la brigade participe avec ses 85 chars légers T-26 à l'offensive du 56e corps de fusiliers vers le sud de Sakhaline,, défendu par la 88e division d'infanterie japonaise (en).
Pour son action, la 214e brigade est récompensée le 14 septembre 1945 par l'ordre du Drapeau rouge.

### Guerre froide
La brigade est transformée le 2 novembre 1945 en 214e régiment de chars et d'automoteurs lourds (no  d'unité 29365), subordonné au district militaire d'Extrême-Orient. Le régiment est dissout à l'été 1956.